# قصر الأصابع
قصر الأصابع أو الكَزَم وهو أكزم (بالإنجليزية: Brachydactyly) هو مصطلح طبي يعني حرفيا «ضيق في أصابع اليدين والقدمين». هذا النقص يرتبط بالوراثة عادة ويمكن أن يحدث أيضًا بسبب بعض الحالات الشاذة الأخرى كجزء من المتلازمات الخلقية.
ويعتبر من الأمراض النادرة جداً وتعد قصر الأصابع من الأمراض التي لا تسبب أي أعراض للمريض سوى قصر في عظام الأصابع ويوجد العديد من أنواع قصر الأصابع باختلاف العظمة المصابة بالقصر. ويمكن أن تحدث قصر الأصابع كأحد أعراض أمراض وراثية أخرى.
إذا كان قصر عظام الأصابع بسبب وجود أمراض أخرى حيث يحدث قصر الأصابع كأحد أعراض أمراض وراثية أخرى ويؤدي قصر عظام الأصابع إلى صعوبة استخدام الأصابع سواء في اليدين أو في القدمين. ولا يوجد علاج لقصر الأصابع.

## أنواع قصر الأصابع

تختلف قصر الأصابع باختلاف العظم المصاب والمتضرر
نوع A: يمثل النوع A الإصابة بالعظم الأوسط وتختلف باختلاف أنواع الأصابع
نوع A1 : يتم الإصابة بقصر العظام في العظام الوسطى في جميع الأصابع.
نوع A2: يتم الإصابة بقصر العظام في السبابة وأحياناً في الإصبع الصغير.
نوع A3: يتم الإصابة بقصر العظام في الإصبع الصغير فقط.
نوع B: يؤثر هذا النوع من قصر الأصابع على نهاية الإصبع حيث تكون نهايات الأصابع قصيرة أو غير موجودة تماماً
يمكن أن تكون مصحوبة بفقد الظفر ويمكن أن تحدث في اليدين أو القدمين.
يكون الإبهام عادة سليماً وغير مصاب.
نوع C: يعتبر من الأنواع النادرة ويؤثر على السبابة والإصبع الأوسط والخنصر. ويصيب العظمة الوسطى في الأصبع. ويشبه هذا النوع، النوع A ولكن لا يؤثر على البنصر.
النوع D: يعتبر النوع D من الأنواع الشائعة ويؤثر فقط على الإبهام. حيث يؤثر على نهاية الإصبع فتبدو أقصر ولكن باقي الأصابع تبدو طبيعية.
النوع E: يعد نوعاً نادر الحدوث. ويحدث غالباً مصحوباً باضطراب آخر وفي حال حدوثه وحده يكون نادراً جداً. ويتمثل بقصر في العظمة الثالثة والرابعة من اليدين والقدمين وينتج عنها يدين وقدمين صغيرتين نسبياً.

## أنظر أيضا
- تشوه كيرنر